# سینه ینسن
سینه ینسن (انگلیسی: Synne Jensen؛ زادهٔ ۱۵ فوریهٔ ۱۹۹۶) بازیکن فوتبال اهل نروژ است.
از باشگاه‌هایی که در آن بازی کرده است می‌توان به باشگاه فوتبال زنان وولفسبورگ اشاره کرد.
وی همچنین در تیم ملی فوتبال زنان نروژ بازی کرده است.